# بارسق آبوویان
بارسق آبوویان (ارمنی: Բարսեղ Աբովյան؛ انگلیسی: Barsegh Abovian زادهٔ ۱۹ آوریل ۱۸۸۰ - درگذشته ۱۸ ژانویهٔ ۱۹۵۹) بازیگر تئاتر اهل ارمنستان بود.

## زندگی‌نامه
وی در 1 مه [سبک قدیمی: ۱۹ آوریل] ۱۸۸۰ در تفلیس به دنیا آمد .  وی در ۱۹۵۹ در سن ۷۹ سالگی در حلب درگذشت.